# Gesellschaft zur Förderung der Düsseldorfer bildenden Kunst
Die Gesellschaft zur Förderung der Düsseldorfer bildenden Kunst war eine von 1934 bis 1949 bestehende Organisation zur Vermittlung und zum Verkauf zeitgenössischer Kunst in Düsseldorf und Umgebung. Im Zusammenhang mit der Gleichschaltung des Kulturbetriebs im NS-Staat ersetzte sie die den Düsseldorfer Kunstbetrieb zuvor dominierenden Künstlervereine, insbesondere den Verein zur Veranstaltung von Kunstausstellungen.

## Geschichte
Die Gesellschaft zur Förderung der Düsseldorfer bildenden Kunst trat am 18. März 1934 zur Gründungsversammlung im Rathaus Düsseldorf zusammen. Unter Beteiligung der „Regierung“, der Stadt Düsseldorf (Oberbürgermeister Hans Wagenführ) und der NSDAP wurde sie am 21. Juni 1934 förmlich gegründet. Der Eintrag einer Vereinssatzung beim Amtsgericht Düsseldorf erfolgte aufgrund von Verzögerungen durch erforderliche Änderungen wohl erst 1940. Am 1. Januar 1935 begann durch Übernahme der unteren Ausstellungsräume in der Kunsthalle Düsseldorf ihre Tätigkeit. Ihren Sitz und ihre Geschäftsstelle hatte sie dort am Hindenburgwall 11a, der heutigen Heinrich-Heine-Allee. Vorsitzender der Gesellschaft war der Düsseldorfer Oberbürgermeister kraft Amtes. Diesen vertrat der Kulturdezernent Horst Ebel. Geschäftsführer war der Maler und Kulturmanager Fred Kocks, der als NSDAP-Mitglied und Mitarbeiter des Düsseldorfer Gauleiters Friedrich Karl Florian sowie als Kustos und ab 1943 auch als kommissarischer Leiter der Städtischen Kunstsammlung die Kulturpolitik im Düsseldorfer Raum lenkte.
In der Gründungsversammlung hatte Peter Grund, Leiter der Landesstelle Rheinland der Reichskammer der bildenden Künste, bald (ab Juni 1934) Direktor der Kunstakademie Düsseldorf, die politische Ausgangslage und Zielsetzung in Düsseldorf beschrieben: Angesichts der gebotenen Durchsetzung der nationalsozialistischen Welt- und Kunstanschauung seien Versuche, sich in der kunstpolitischen Arbeit mit dem in Düsseldorf bestehenden Verein zur Veranstaltung von Kunstausstellungen zu verständigen, gescheitert. Daher sollte die zu gründende neue Gesellschaft diesen Verein im Zuge einer „Neuordnung des Düsseldorfer Ausstellungswesens“ ablösen. Dem alten Verein sollten allerdings noch Sitze in der neuen Gesellschaft eingeräumt werden. Als einziger Verein sollte die neue Gesellschaft das Recht erhalten, Ausstellungsräume der Stadt Düsseldorf zu nutzen. Das Wesen Düsseldorfer Kunstausstellungen sollte in Anpassung an die nationalsozialistische Weltanschauung eine grundlegende Wandlung erhalten.
1935 hatte die Gesellschaft insgesamt 35 Mitglieder, neben dem Vorsitzenden Horst Ebel, dem nach dem Führerprinzip die alleinige Entscheidungsgewalt oblag, auch eine Jury, die 1938 auf Anordnung der Reichskulturkammer in einen bloß gutachterlich tätigen Beirat aus sieben Personen umkonstruiert wurde. Mitglieder des Beirats waren der Landeskulturverwalter (des Gaus Düsseldorf) als Vertreter der NSDAP, ein Mitglied der Reichskammer der bildenden Künste, ein Kunstmaler des Vereins zur Veranstaltung von Kunstausstellungen, ein Kunstmaler der Rheinischen Sezession, ein Vertreter der Kunstakademie Düsseldorf, ein Vertreter der Düsseldorfer Industrie und der Direktor der Städtischen Kunstsammlungen. Die Satzung von 1943 legte fest, dass die Zusammensetzung des Beirats, die Wahl des Schriftführers und Kassenleiters und alle Satzungsänderungen der Bestätigung des Präsidenten der Reichskammer für bildende Künste bedurfte. „Nicht-Arier“ durften der Gesellschaft nicht angehören. 
Ferner legte die Satzung vier Hauptzwecke fest:
- „… die Kunst zu fördern und insbesondere für kommende Kunstausstellungen die erforderlichen Voraussetzungen zu schaffen. Die Ausstellungen sind unter Würdigung ihres Gemeinnutzes zu gestalten und haben unter Ausschluss jeden persönlichen Geltungsbedürfnisses der Aussteller an der Förderung der deutschen Kultur in Verantwortung für Volk und Reich mitzuwirken,“
- „durch Verhandlungen mit anderen Städten und dem Ausland Austauschausstellungen für die Düsseldorfer Künstlerschaft vorzubereiten und durchzuführen,“
- „den finanziellen Grundstock für kommende Kunstausstellungen zu sammeln,“
- „im Rahmen der gesetzlichen und behördlichen Bestimmungen und Anordnungen alle Maßnahmen zu ergreifen, die dem Ausbau der deutschen Kunst dienlich sind.“

Nach eigenem Rechenschaftsbericht sah sich die Gesellschaft selbst auch als Instanz der „Fürsorge der in wirtschaftlicher Not befindlichen Künstler“. Eine umfassende, über künstlerische Existenz und Karrieren entscheidende Funktion im Sinne einer „Kontrollstelle für die Künstlerschaft in Düsseldorf“ ergab sich für die Gesellschaft durch ihr faktisches Monopol bei der Entscheidung über Ausstellungsmöglichkeiten von Künstlern und bei der Vergabe von sonstigen Mitteln der Kunst- und Kulturförderung sowie durch ihre Rolle als Gutachterin bei der Künstlerhilfe der Wohlfahrtsverwaltung.
Eine Auswertung von Ausstellungskatalogen aus dem Jahr 1937 und der Zeit zwischen 1940 und 1944 zeigte, dass über die Gesellschaft allein in diesen Ausstellungen die Werke von 594 Künstlern gezeigt worden waren.
Durch Beschluss des Kulturausschusses der Stadt Düsseldorf wurde die Gesellschaft nach dem Zweiten Weltkrieg zunächst noch beibehalten. 1946 übernahm sie wieder die nichtständigen Kunstausstellungen in der Kunsthalle, deren Hauptbau im Krieg zerstört und deren beschädigter Erweiterungsbau wiederhergestellt worden war. Kuratorische und künstlerische Aufgaben wurden dabei von den Kunstsammlungen der Stadt Düsseldorf betreut. Deren Leitung hatte 1945 Werner Doede übernommen, während Fred Kocks im gleichen Jahr auf Betreiben der britischen Militärregierung auf einen anderen Posten der Stadtverwaltung versetzt worden war.
1948 wurde vermerkt, dass die Gesellschaft weder Mitglieder noch einen vertretungsberechtigten Vorstand habe. 1949 wurde sie liquidiert. Ihr Vermögen, in der Hauptsache fünf Anteile an der Atelierhaus GmbH (Atelierhaus Sittarder Straße), fiel an die Stadt Düsseldorf. Ihre Rechte und Aufgaben zur Nutzung der Kunsthalle wurden auf die im gleichen Jahr neugegründete Gesellschaft zur Förderung der zeitgenössischen Kunst übertragen. Deren Vorsitz nahm wieder der Düsseldorfer Oberbürgermeister ein, vertreten durch den Vorsitzenden des Kulturausschusses.

## Ausstellungen (Auswahl)
- 1935: Ausschnitt aus dem jungen und jüngsten Kunstschaffen Düsseldorf, Kunsthalle Düsseldorf
- 1937: Lob der Arbeit
- 1937: Das politische Deutschland
- 1937: Große Kunst-Ausstellung Düsseldorf 1937 – Nordwestdeutsche Kunst, Kunstausstellung innerhalb der Reichsausstellung Schaffendes Volk (Projektleitung: Fred Kocks; künstlerische Leitung: Julius Paul Junghanns)[7]
- 1940: Herbstausstellung Düsseldorfer Künstler
- 1941: Die deutsche Malerin und Bildhauerin, Kooperationsprojekt mit dem Verein Düsseldorfer Künstlerinnen und dem Deutschen Frauenwerk
- 1941: Wiener Kunst in Düsseldorf, Kooperationsprojekt mit dem Künstlerhaus Wien
- 1941: Deutsche Handwerkskunst der Gegenwart
- 1941: Herbstausstellung Düsseldorfer Künstler
- 1942: Frühjahrs-Ausstellung Düsseldorfer Künstler
- 1942: Winter-Ausstellung Düsseldorfer Künstler
- 1943: Düsseldorfer Kunst der Gegenwart (Arte contemporanea di Duesseldorf), Palazzo Strozzi, Florenz[8]
- 1943: Winter-Ausstellung Düsseldorfer Künstler
- 1944: Frühjahrs-Ausstellung Düsseldorfer Künstler
- 1946: Ausstellung der Rheinischen Sezession
- 1946: Kollektivausstellung des Malers Otto Pankok, Kulturbund zur demokratischen Erneuerung Deutschlands (Herbert Eulenberg)
- 1947: Werke von Karl Lauterbach, Kulturbund zur demokratischen Erneuerung Deutschlands
- 1947: Wirklichkeit und Abstraktion, Freie Gruppe Heidelberg
- 1947: Käthe-Kollwitz-Ausstellung, Kulturbund zur demokratischen Erneuerung Deutschlands
- 1948: 100 Jahre Düsseldorfer Malkasten, Künstlerverein Malkasten
- 1948: Weihnachtsausstellung, Kunstverein für die Rheinlande und Westfalen
- 1949: Ausstellung französischer abstrakter Malerei
- 1949: Gegenstandslose Malerei
- 1949: Werke von Bretz, May und Schmurr